# Punta d'Europa
Punta d'Europa (Europa Point en anglès, Punta Europa en llanito) és el punt situat més al sud del territori britànic d'ultramar de Gibraltar i constitueix el límit oriental de la badia d'Algesires. Des de la Punta d'Europa, en un dia clar, es pot veure el nord d'Àfrica a través de l'estret de Gibraltar, així com la ciutat de Ceuta o les muntanyes del Rif. Punta d'Europa està connectada per carretera amb el sector est de Gibraltar després de la reobertura del túnel Dudley Ward Way.

## Far

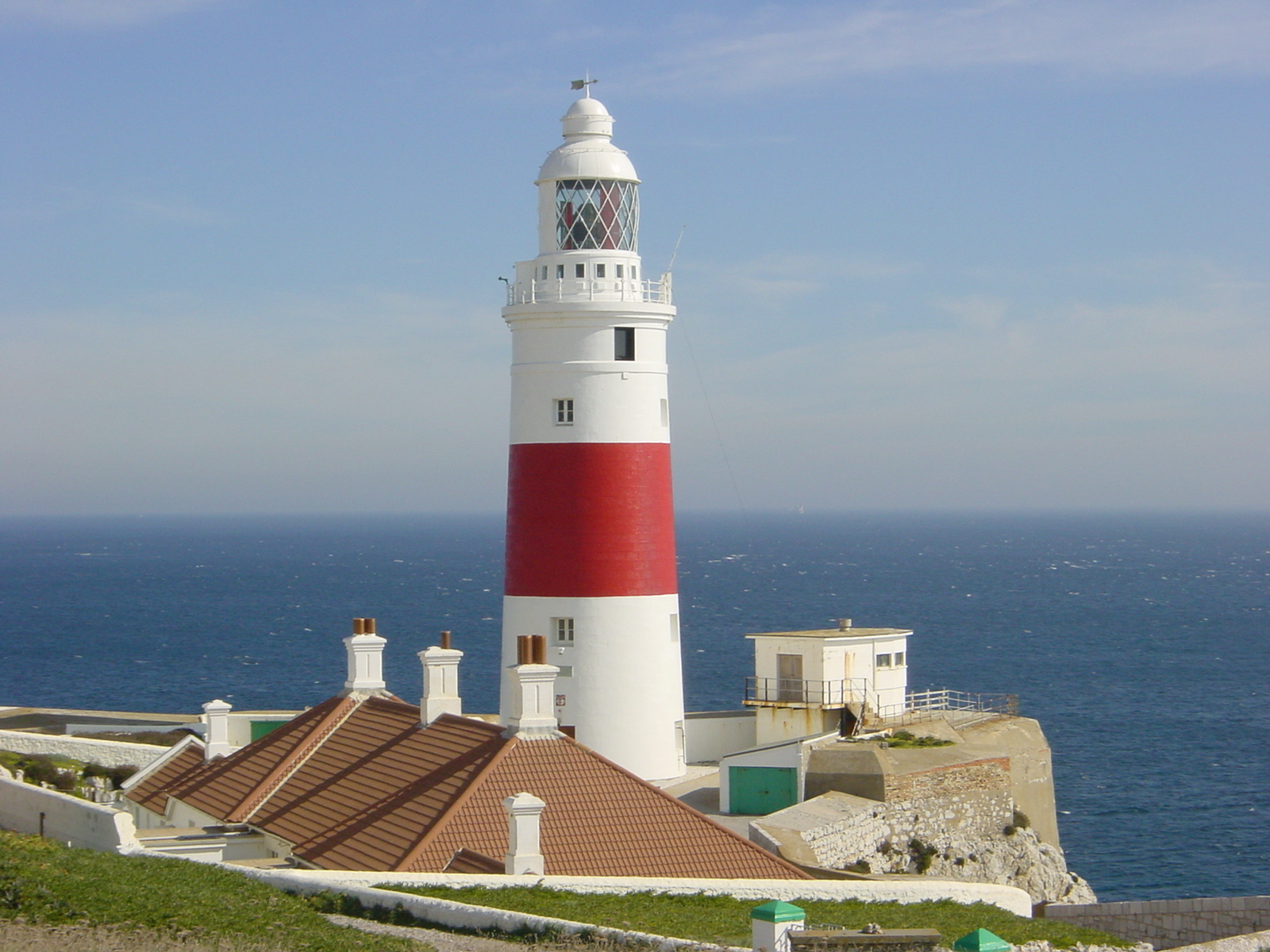
El Far de Punta d'Europa.

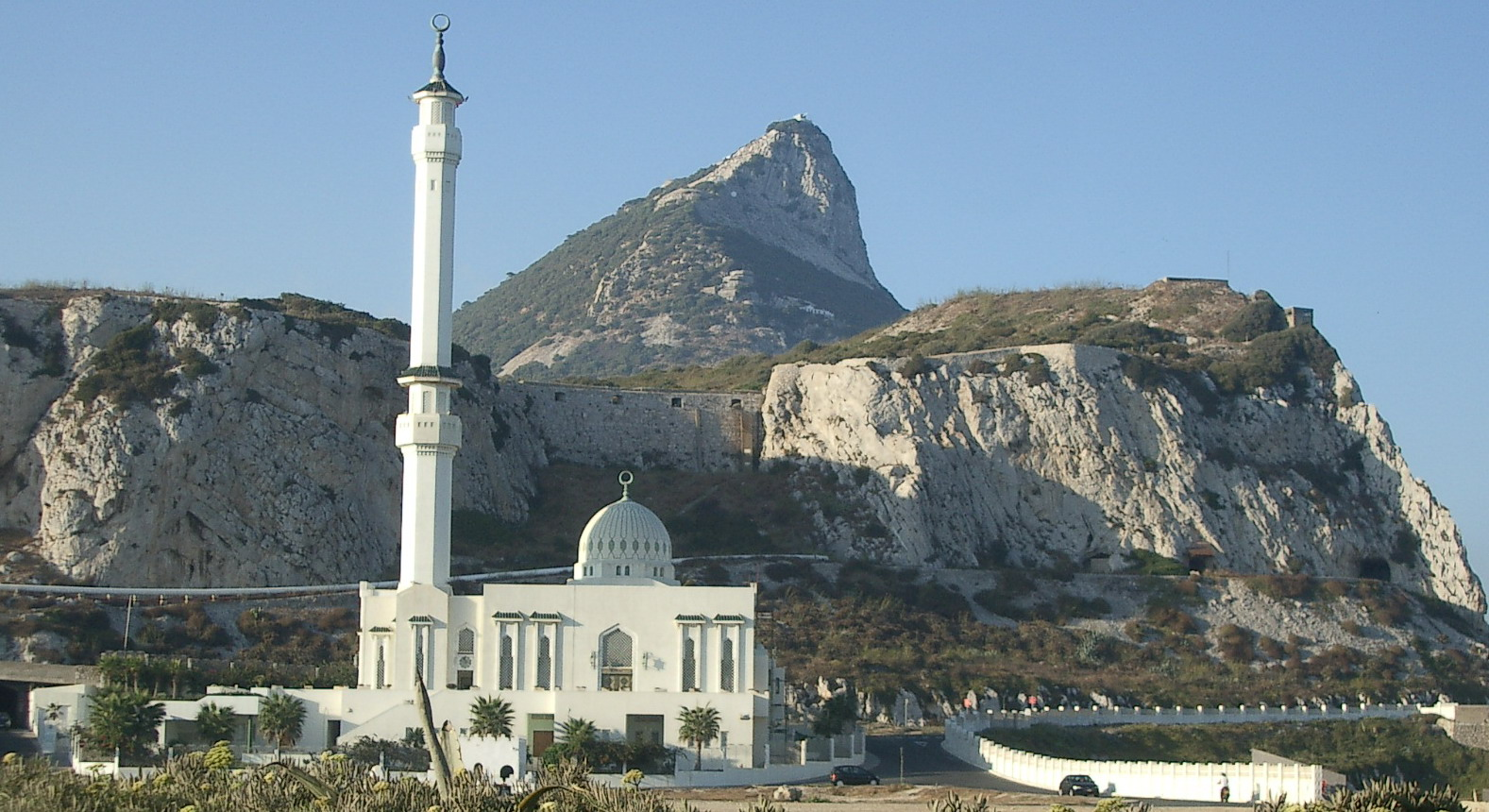
Vista de la façana meridional de la Mesquita.

El Far de Punta d'Europa va ser construït pel Governador Sir Alexander Woodford entre 1838 i 1841. Es va automatitzar per complet al febrer de 1994 i la seva llum es pot veure a una distància de 25 quilòmetres. És conegut pels gibraltarenys com la farola.

## Mesquita Ibrahim-al-Ibrahim
La mesquita, també coneguda com a Mesquita del rei Fahd bin Abdulaziz al-Saud va ser un regal del Fahd de l'Aràbia Saudita i va costar cinc milions de lliures esterlines. Va ser inaugurada oficialment el 8 d'agost de 1997. Acull una escola religiosa, una biblioteca i una sala de lectura. És l'única mesquita de Gibraltar pels vora 2.000 musulmans que hi viuen.